# Përrenjas-Fshat
Përrenjas-Fshat är en ort i Albanien.   Den ligger i prefekturen Qarku i Elbasanit, i den centrala delen av landet, 70 km öster om huvudstaden Tirana. Përrenjas-Fshat ligger 586 meter över havet och antalet invånare är 4 015.
Terrängen runt Përrenjas-Fshat är huvudsakligen kuperad, men västerut är den bergig. Përrenjas-Fshat ligger nere i en dal.   Runt Përrenjas-Fshat är det ganska tätbefolkat, med 75 invånare per kvadratkilometer.. Det finns inga andra samhällen i närheten. 
Trakten runt Përrenjas-Fshat består till största delen av jordbruksmark.